# Tortuga
Tortuga (fransk Île de la Tortue) er en caribisk ø ud for den nordvestlige kyst af Haiti. Øen har et areal på cirka 30 km² og har omkring 30.000 indbyggere. Den er bjergrig med sandstrande langs sydkysten. 

## Historie
Tortuga blev opdaget i 1494, under Christopher Columbus' anden rejse til den nye verden" Columbus' sømænd kaldte den Tortuga (skildpadde) på grund af dens puklede form.
Tortuga blev oprindelig bosat af nogle få spanske kolonister. I 1625 ankom franske og engelske nybyggere til øen efter egentlig at have planlagt bosætning på den nærliggende ø Hispaniola. De franske og engelske nybyggere  blev i 1629 angrebet af spaniolerne under Don Fadrique de Toledos kommando. Spaniolerne fik magten, befæstede øen og udviste franskmændene og englænderne. Da størstedelen af den spanske hær drog til Hispaniola for at fordrive de franske kolonister der, returnerede franskmændene for at indtage fortet. I 1630 byggede franskmændene fortet Fort de Rocher. Fra 1630 blev Tortuga delt i franske og engelske kolonier, hvilket tillod flere sørøvere at bruge øen som hovedbase for deres virksomhed. I 1633 kom de første slaver fra Afrika for at arbejde ved plantagerne. Den nye brug af slaver varede ikke længe, og slavehandel ophørte i 1636. Slaverne var angiveligt ude af kontrol på øen, og samtidig havde der været uenighed og konflikter mellem de franske og engelske kolonier. Så returnerede spaniolerne og erobrede hurtigt væsentlige landområder, før de drog bort igen. De anså øen som for lille til at være af betydning. Dette gav franske og engelske sørøvere muligheden for at komme tilbage. I 1638 returnerede spaniolerne endnu en gang for at tage øen tilbage og fjerne alle franskmænd og nyankommne hollændere. De okkuperede øen, men blev snart fordrevet igen.[kilde mangler]